# Josiah Gorgas

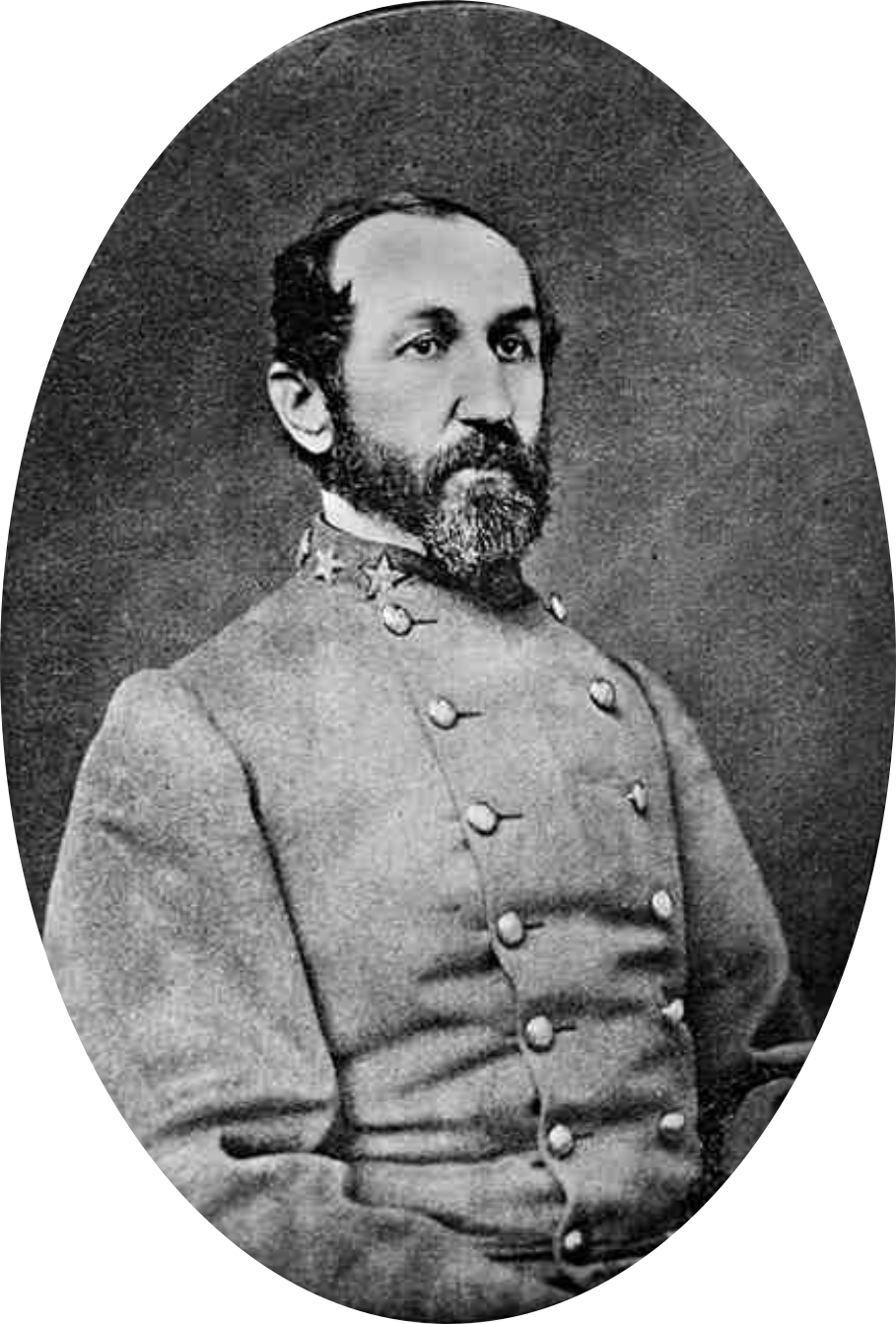
Josiah Gorgas i översteuniform.

Josiah Gorgas, född 1 juli 1818 i Elizabethtown, Pennsylvania, död 15 maj 1883 i Tuscaloosa, Alabama, var sydstatsarméns generalfälttygmästare under det amerikanska inbördeskriget. Under hans ledning lyckades den konfedererade tygförvaltningen förse sydstatsarmén med en adekvat beväpning. Gorgas var en av de få sydstatsgeneraler som var födda i nordstaterna. Trots att tygförvaltningen var den enda grenen av sydstatsarméns underhållstjänst som lyckades genomföra sin uppgift, kritiserades Gorgas hårt och skuggor kastades över hans ursprung. Gorgas var far till generalfältläkaren William C. Gorgas vilken utrotade gula febern på Kuba och i Panama.

## Förenta Staternas armé
Gorgas var född i Lancaster County, Pennsylvania. Han utexaminerades från West Point 1841 och blev officer vid tygstaten. Gorgas tjänstgjorde i fält under det mexikansk-amerikanska kriget och blev kapten 1855. När det amerikanska inbördeskriget bröt ut våren 1861 var han tygmästare i Philadelphia. Gorgas var sedan 1853 gift med en dotter till guvernör John Gayle från Alabama och valde att ta avsked från armén hellre än att slåss mot sin hustrus familj och vänner.  

## Sydstatsarmén
Efter avskedet från Förenta Staternas armé flyttade Gorgas med familj till Richmond, där han blev chef för sydstatsarméns tygförvaltning. Som sådan byggde han från grunden upp sydstaternas vapenindustri. Det fanns inga kanongjuterier i sydstaterna utom  i Richmond. Det fanns inga gevärsfaktorier utom två små i Richmond och Fayetteville, North Carolina. Tidigt under kriget erövrade sydstatsarmén också maskineriet från det federala gevärsfaktoriet i Harpers Ferry. Gorgas grundande ett antal nya gevärsfaktorier och kanongjuterier, organiserade salpeterförsörjningen och byggde ett stort krutbruk i Augusta, Georgia. Gorgas ordnade också upphandling av vapen från Storbritannien, som nådde sydstaterna genom nordstatsflottans blockad. Ofta i den flotta av blockadbrytare som Gorgas också organiserade. Tack vare hans ansträngningar led sydstatsarmén aldrig brist på vapen eller ammunition, trots att de övriga grenarna av underhållstjänsten misslyckades med sina uppdrag. Armén i fält kunde inte förses med de intendenturmateriel i form av tält, uniformer, filtar och skodon som behövdes. Arméns förplägnad var ofta bristfällig trots att sydstaterna producerade tillräckligt med livsmedel för att försörja både civilbefolkningen och armén. Som belöning för sina insatser befordrades Gorgas 1864 till brigadgeneral.    Trots att tygförvaltningen var den enda grenen av sydstatsarméns underhållstjänst som lyckades genomföra sin uppgift, kritiserades Gorgas hårt, inte minst av fanatiska sydstatspatrioter som menade att bristerna i sydstatsarméns beväpning berodde på att generalfälttygmästaren var född i Pennsylvania.

## Efter kriget
Efter kriget blev Gorgas delägare i och disponent för ett järnbruk i Alabama. Bruket blev aldrig lönsamt under Gorgas ledning och efter några år arrenderade ägarna ut det. 1870 blev Gorgas rektor vid ett nygrundat läroverk i Tennessee. 1878 fick han tjänsten som rektor vid University of Alabama.  När han var tvungen att avgå på grund av sjukdom, skapade styrelsen en tjänst som överbibliotekarie enbart för att garantera hans försörjning. Efter hans död efterträddes han av sin hustru.

## Dagböcker
Gorgas förde dagböcker som är bevarade för åren 1858-1864 och 1864-1878. De behandlar hans liv som tygmästare i Augusta, Maine och Philadelphia, som chef för tygförvaltningen i Richmond och som civilist efter kriget. I dagböckerna beskriver han sitt familjeliv, väder, det sociala livet i Maine och de alltmer stigande motsättningarna mellan nordstaterna och sydstaterna. Efter sitt avsked och flytten till Richmond skildrar han de ekonomiska, politiska och sociala förhållandena i sydstaternas huvudstad. 
Dagböckerna har varit kända för den historiska forskningen sedan 1940-talet. De har utgivits i två upplagor, 1947 och 1995. Den senare utgåvan innehåller Gorgas hårda kritik av det konfedererade ledarskapet, framförallt president Jefferson Davis.